# SV Mönchengladbach 1910
SV Mönchengladbach 1910 is een Duitse sportclub uit Mönchengladbach, Noordrijn-Westfalen.

## Geschiedenis
De club werd opgericht als TSV 1910 Lürrip. In 1923 werd de naam SV 1910 Lürrip aangenomen. Later werd de naam veranderd in Mönchengladbach.
In de jaren twintig speelde de club enkele seizoenen in de hoogste klasse van de Rijncompetitie. In 1956 speelde de club één seizoen in de Amateurliga, toen nog de derde klasse. De club zakte weg naar de lagere reeksen maar van 1963 tot 1965 promoveerde de club drie keer op rij en belandde in de Verbandsliga wat toen de derde klasse was, maar na één seizoen moest de club een stap terugzetten. Midden jaren zeventig degradeerde de club twee keer op rij en belandde in de Kreisklasse. De club werd een liftploeg en speelde in 1985 nog één seizoen in de Landesliga, wat toen de vijfde klasse was. Van 1986 tot 2000 speelde de club in de Kreisliga, de laagste klasse. In 2008 promoveerde de club weer naar de Bezirksliga en kon recent zelfs weer doorstoten naar de Landesliga.